# Eriogonum spathulatum
Eriogonum spathulatum är en slideväxtart som beskrevs av Asa Gray. Eriogonum spathulatum ingår i släktet Eriogonum och familjen slideväxter. Inga underarter finns listade i Catalogue of Life.